# 台中市公車217路
台中市公車217路停駛前自豐原行駛到內埔，主要行駛於三豐路。

## 歷史
- 2011年1月1日：移撥為臺中市公車，原為公路客運6557。
- 2017年8月20：「豐原郵局」更名為「臺灣企銀（豐原郵局）」。
- 2017年9月25日：停駛。替代路線如下：
  - 「豐原－后里區公所」之替代路線：212、213路
  - 「豐原、豐原國中－后里區公所」之替代路線：92路
  - 「豐原－后里電信局」之替代路線：215路
  - 「豐原－七星農場」之替代路線：211路

## 路線基本資料
單程行車里程數約9.4公里，單程行車時間約25分鐘。往后里區公所21站，往豐原23站。
- 自豐原起，經豐原區三民路、信義街、中正路、三豐路、圓環北路、三豐路、后里區三豐路、甲后路、民生路、四村路、公安路行駛到內埔。
- 自內埔起，經后里區公安路、四村路、民生路、甲后路、三豐路、豐原區三豐路、圓環北路、三豐路、中正路、和平街、三民路行駛到豐原。[2]

### 時刻表

#### 平日
- 時刻表僅供參考，請以豐原客運網站公告為準。
- 時刻表更新時間為2016年1月13日。

| 台中市公車217路時刻列表 | 台中市公車217路時刻列表 | 台中市公車217路時刻列表 | 台中市公車217路時刻列表 |
| ----------------------- | ----------------------- | ----------------------- | ----------------------- |
| 豐原開時刻              | 豐原開備註              | 內埔開時刻              | 內埔開備註              |
| 08:00                   | -                       | 05:40                   | -                       |
| 17:45                   | -                       | 12:50                   | -                       |

### 收費
- 依里程計費；刷電子票證10公里免費及扣款最高金額60元優惠。
- 里程計費說明：
  - 基本里程：8公里。
  - 基本里程票價全票20元、半票11元。
  - 超過基本里程（8公里）計費方式：
    - 全票=[2.431 x 搭乘里程數x （1+5%營業稅）] （四捨五入）
    - 半票=[2.431 x 搭乘里程數x （1+5%營業稅）] x 50% （四捨五入）

  - 兒童、老人、身心障礙者及其陪伴者依規定半票收費。

### 停站
- 參見右側路線圖。
- 路線圖更新時間為2017年10月14日。